# Uomini d'onore (film 2006)
Uomini d'onore è un film documentario-inchiesta sulla 'ndrangheta in Calabria, girato fra il 2005 e il 2009 nei paesi di San Luca D'Aspromonte, Paola, Cetraro, Duisburg e Amburgo.

## Trama
Si raccontano la vita, gli ideali, le idee e la cultura della mafia calabrese.
Nel film sono anche intervistati un latitante e un boss mafioso.
Tra gli altri ci sono anche lo storico Nicola Zitara, il prete Don Pino Strangio del monastero di Polsi, un ex ndranghetista, e l'avvocato Pasquale Sciammarella.

## Premio
Alla presentazione di alcune scene del documentario ancora in lavorazione, Francesco Sbano viene insignito come documentarista a San Luca del premio Speciale Corrado Alvaro 2006.